# Carlos Marchena
Carlos Marchena López (phát âm tiếng Tây Ban Nha: [ˈkaɾlos maɾˈtʃena ˈlopeθ]; sinh ngày 31 tháng 7 năm 1979) là một cựu cầu thủ bóng đá Tây Ban Nha, hiện đang làm công tác huấn luyện viên. Là một trung vệ có lối đá quyết liệt, anh cũng có thể được đẩy lên đá tiền vệ phòng ngự.
Anh có chín năm thi đấu cho Valencia, cùng đội bóng giành hai chức vô địch La Liga. Anh cũng thi đấu cho Sevilla, Villarreal và Deportivo de La Coruña.
Marchena có 69 trận đấu quốc tế cho đội tuyển quốc gia Tây Ban Nha, tham dự hai Giải vô địch bóng đá thế giới và hai Giải vô địch bóng đá châu Âu, vô địch mỗi giải đấu một lần.

## Danh hiệu

### Câu lạc bộ
- La Liga: 2001–02, 2003–04
- Cúp UEFA: 2003–04
- Siêu cúp bóng đá châu Âu: 2004
- Copa del Rey: 2007–08

### Đội tuyển quốc gia
- FIFA U-20 World Cup: 1999
- Thế vận hội Mùa hè: huy chương bạc 2000
- Giải vô địch bóng đá châu Âu: 2008
- Giải vô địch bóng đá thế giới: 2010

### Cá nhân
- Thành viên đội hình tiêu biểu Euro 2008